# Grothendieck-Topologie
Eine Grothendieck-Topologie ist ein mathematisches Konzept, das es erlaubt,
in einem abstrakten kategoriellen Rahmen eine Garbentheorie und eine Kohomologietheorie zu entwickeln. Eine Kategorie, auf der eine Grothendieck-Topologie erklärt ist, nennt man einen Situs. Auf einem Situs kann eine Garbe erklärt werden. Das Konzept der Grothendieck-Topologie wurde um 1960 von Alexander Grothendieck entwickelt, um in der algebraischen Geometrie in positiver Charakteristik einen Ersatz für die topologischen Kohomologietheorien wie bspw. die singuläre Kohomologie zu haben. Die Motivation hierfür kam von den Vermutungen von André Weil, die einen engen Zusammenhang zwischen der topologischen Gestalt (etwa den Bettizahlen) einer Varietät und der Anzahl der Punkte auf ihr über einem endlichen Körper voraussagte (Weil-Vermutungen). Die in diesem Kontext eingeführte étale Topologie zusammen mit der étalen Kohomologie und der l-adischen Kohomologie ermöglichte schließlich den Beweis der Weil-Vermutungen durch Pierre Deligne.

## Einführung
Der für die algebraische Geometrie wichtige, klassische Begriff der Prägarbe auf einem topologischen Raum {\displaystyle X} ordnet jeder offenen Menge {\displaystyle U\subset X} eine Menge {\displaystyle P(U)} zu, so dass folgende Verträglichkeitsbedingungen erfüllt sind:
- Für eine Inklusion {\displaystyle V\subset U} offener Mengen von {\displaystyle X} gibt es eine als Restriktion bezeichnete Funktion {\displaystyle r_{V,U}\colon P(U)\rightarrow P(V)}.
- {\displaystyle r_{U,U}=\mathrm {id} _{P(U)}} für alle offenen {\displaystyle U\subset X}.
- {\displaystyle r_{W,U}=r_{W,V}\circ r_{V,U}} für alle offenen {\displaystyle W\subset V\subset U\subset X}.

(Typisches Beispiel: {\displaystyle P(U)} = Menge der stetigen Funktionen {\displaystyle U\rightarrow \mathbb {R} } und {\displaystyle r_{V,U}} = Einschränkung einer Funktion {\displaystyle U\rightarrow \mathbb {R} } auf {\displaystyle V}.)
Betrachtet man das System der offenen Mengen von {\displaystyle X} als Objekte einer Kategorie {\displaystyle {\mathcal {O}}(X)}, deren einzige Morphismen die Inklusionen {\displaystyle i_{V,U}\colon V\rightarrow U} sind, so besagen obige Bedingungen gerade, dass durch die Daten {\displaystyle U\mapsto P(U)} und {\displaystyle i_{V,U}\mapsto P(i_{V,U})=r_{V,U}} ein kontravarianter Funktor von {\displaystyle {\mathcal {O}}(X)} in die Kategorie der Mengen definiert wird. Ziel ist es, dies auf Situationen, in denen man statt {\displaystyle {\mathcal {O}}(X)} eine beliebige Kategorie hat, zu verallgemeinern.
Viele Konstruktionen verwenden offene Überdeckungen des Raumes {\displaystyle X} und von diesen folgende Eigenschaften:
- Die nur aus {\displaystyle X} bestehende Familie ist eine offene Überdeckung von {\displaystyle X}.
- Ist {\displaystyle f\colon Y\rightarrow X} stetig und {\displaystyle (U_{i})_{i\in I}} eine offene Überdeckung von {\displaystyle X}, so ist {\displaystyle (f^{-1}(U_{i}))_{i\in I}} eine offene Überdeckung von {\displaystyle Y}.
- Ist {\displaystyle (U_{i})_{i\in I}} eine offene Überdeckung von {\displaystyle X} und ist jede Familie {\displaystyle (V_{i,j})_{j\in I_{i}}} eine offene Überdeckung von {\displaystyle U_{i}}, so ist die Familie {\displaystyle (V_{i,j})_{i\in I,j\in I_{i}}} eine offene Überdeckung von {\displaystyle X}.

Die richtige (weil erfolgreiche) Verallgemeinerung der offenen Überdeckung einer Menge auf beliebige Kategorien ist der Begriff des Siebs auf einem Objekt, d. h. einer Menge von Morphismen mit diesem Objekt als festem Ziel, so dass mit jedem Morphismus {\displaystyle f} und jedem von rechts damit komponierbaren Morphismus {\displaystyle g} auch {\displaystyle f\circ g} darin enthalten ist. (Im Falle topologischer Räume muss man sich dann auf solche Überdeckungen beschränken, die mit jeder offenen Menge auch alle darin enthaltenen offenen Teilmengen enthalten.) Die Idee der angedeuteten Verallgemeinerung besteht nun darin, festzulegen, welche Siebe auf einem Objekt als „Überdeckung“ gelten und welche Beziehungen zwischen ihnen bestehen sollen. Die nachfolgende Definition, die im Wesentlichen eine Übertragung der oben genannten Überdeckungseigenschaften ist, hat sich als sehr weitreichend erwiesen.

## Definition
Eine Grothendieck-Topologie auf einer kleinen Kategorie {\displaystyle {\mathcal {C}}} ist eine Zuordnung {\displaystyle J}, die jedem Objekt {\displaystyle U} aus {\displaystyle {\mathcal {C}}} eine Menge {\displaystyle J(U)} von Sieben auf {\displaystyle U} zuordnet, so dass Folgendes gilt:
- Maximale Siebe: Für jedes Objekt {\displaystyle U} ist das maximale Sieb aller Morphismen mit Ziel {\displaystyle U} in {\displaystyle J(U)} enthalten.
- Stabilitätsaxiom: Ist {\displaystyle f\colon V\rightarrow U} ein Morphismus und {\displaystyle S\in J(U)}, so ist {\displaystyle f^{*}(S):=\{g\mid f\circ g\in S\}\in J(V)}.
- Transitivitätsaxiom: Ist {\displaystyle S\in J(U)} und ist {\displaystyle R} ein Sieb auf {\displaystyle U}, so dass {\displaystyle f^{*}(R)\in J(V)} für alle {\displaystyle (f\colon V\rightarrow U)\in S}, so ist {\displaystyle R\in J(U)}.

Ein Paar {\displaystyle ({\mathcal {C}},J)}, bestehend aus einer kleinen Kategorie und einer darauf definierten Grothendieck-Topologie {\displaystyle J} heißt ein Situs.

## Beispiele
- Ist {\displaystyle X} ein topologischer Raum und ist {\displaystyle J(U)} für jede offene Menge {\displaystyle U\subset X} die Menge aller offenen Überdeckungen, die mit jedem Familienmitglied auch alle seine offenen Teilmengen enthalten, so ist {\displaystyle J} eine Grothendieck-Topologie auf {\displaystyle {\mathcal {O}}(X)}. In diesem Sinne wird aus jedem topologische Raum ein Situs.
- Ist {\displaystyle {\mathcal {C}}} eine kleine Kategorie und besteht {\displaystyle J(U)} nur aus dem maximalen Sieb auf {\displaystyle U}, so ist {\displaystyle J} eine Grothendieck-Topologie auf {\displaystyle {\mathcal {C}}}, die sogenannte triviale Grothendieck-Topologie.
- Ist {\displaystyle {\mathcal {C}}} eine kleine Kategorie und besteht {\displaystyle J(U)} aus allen nicht-leeren Sieben auf {\displaystyle U}, so liegt genau dann eine Grothendieck-Topologie vor, wenn man je zwei Pfeile {\displaystyle V\rightarrow U} und {\displaystyle W\rightarrow U} mit demselben Ziel zu einem kommutativen Quadrat

ergänzen kann. (Das ist zum Beispiel bei der häufig gestellten Forderung, dass die Kategorie Pullbacks enthält, erfüllt.) Diese Grothendieck-Topologie nennt man die atomare Grothendieck-Topologie.

## Basis einer Grothendieck-Topologie
Eine Basis einer Grothendieck-Topologie in einer Kategorie {\displaystyle {\mathcal {C}}} mit Pullbacks ist gegeben, indem man für jedes Objekt {\displaystyle U} aus {\displaystyle {\mathcal {C}}} Familien von Morphismen {\displaystyle (\phi _{i}\colon V_{i}\to U)_{i\in I}} als überdeckende Familien von {\displaystyle U} auszeichnet. Diese Familien müssen folgende Axiome erfüllen:
- Ein Isomorphismus {\displaystyle \phi _{1}\colon V_{1}\to U} ist eine überdeckende Familie von {\displaystyle U}.

- Wenn {\displaystyle (\phi _{i}\colon V_{i}\to U)_{i\in I}} eine überdeckende Familie von {\displaystyle U} ist und {\displaystyle f\colon V\to U} ein Morphismus, dann existiert der Pullback {\displaystyle P_{i}=V\times _{U}V_{i}} für jedes {\displaystyle i\in I} und die induzierte Familie {\displaystyle (\pi _{i}\colon P_{i}\to V)_{i\in I}} ist eine überdeckende Familie für {\displaystyle V}.

- Wenn {\displaystyle (\phi _{i}\colon V_{i}\to U)_{i\in I}} eine überdeckende Familie von {\displaystyle U} ist und wenn für jedes {\displaystyle i\in I} {\displaystyle (\phi _{j}^{i}\colon V_{j}^{i}\to V_{i})_{j\in J_{i}}} eine überdeckende Familie von {\displaystyle V_{i}} ist, so ist {\displaystyle (\phi _{i}\phi _{j}^{i}\colon V_{j}^{i}\to U)_{i\in \ I,j\in J_{i}}} eine überdeckende Familie von {\displaystyle U}.

Setzt man für ein Objekt {\displaystyle U} und ein Sieb {\displaystyle S} auf {\displaystyle U}:
{\displaystyle S\in J(U)} genau dann, wenn es eine in der Basis zugeordnete Familie von Morphismen gibt, die in {\displaystyle S} enthalten ist, so ist das so definierte {\displaystyle J} eine Grothendieck-Topologie. Das ist mit dem Begriff Basis einer Grothendieck-Topologie gemeint.

## Garben auf einer Grothendieck-Topologie
Eine Prägarbe auf einer Kategorie {\displaystyle {\mathcal {C}}} ist ein kontravarianter Funktor {\displaystyle {\mathcal {F}}\colon {\mathcal {C}}^{\mathrm {op} }\to {\mathcal {A}}} in eine Kategorie {\displaystyle {\mathcal {A}}}, etwa die Kategorie der Mengen oder die Kategorie der abelschen Gruppen. Wenn auf {\displaystyle {\mathcal {C}}} eine Grothendieck-Topologie erklärt ist und {\displaystyle {\mathcal {A}}} Produkte besitzt, so nennt man eine Prägarbe eine Garbe, wenn für jede überdeckende Familie {\displaystyle \{\phi _{i}\colon V_{i}\to U\}_{i\in I}} im Diagramm
{\displaystyle {\mathcal {F}}(U)\to \prod _{i\in I}{\mathcal {F}}(V_{i})\,{\begin{matrix}\to \\[-.7em]\to \end{matrix}}\,\prod _{i,j\in I}{\mathcal {F}}(V_{i}\times _{U}V_{j})}
{\displaystyle {\mathcal {F}}(U)} der Differenzkern der beiden rechten Pfeile ist. Hierbei ist der obere Pfeil von den Projektionen {\displaystyle V_{i}\times _{U}V_{j}\to V_{i}} und der untere Pfeil von den Projektionen {\displaystyle V_{i}\times _{U}V_{j}\to V_{j}} induziert. Hat {\displaystyle {\mathcal {A}}} nicht genügend Produkte, so fordert man, dass für alle Objekte {\displaystyle A} von {\displaystyle {\mathcal {A}}} die durch {\displaystyle {\mathcal {F}}_{A}(U):=\mathrm {Hom} _{\mathcal {A}}(A,{\mathcal {F}}(U))} definierte Prägarbe {\displaystyle {\mathcal {F}}_{A}} eine Garbe ist.
Wie im Fall eines topologischen Raumes kann man Prägarben vergarben, das heißt man erhält einen zum Vergissfunktor {\displaystyle \mathbf {i} \colon \mathrm {(Garben)} \to \mathrm {(Pr{\ddot {a}}garben)} } linksadjungierten Funktor {\displaystyle \mathbf {a} \colon \mathrm {(Pr{\ddot {a}}garben)} \to \mathrm {(Garben)} }. Das heißt, man hat eine in Garben {\displaystyle {\mathcal {G}}} und Prägarben {\displaystyle {\mathcal {F}}} natürliche Isomorphie
{\displaystyle \mathrm {Hom} _{\mathrm {(Garben)} }(\mathbf {a} {\mathcal {F}},{\mathcal {G}})=\mathrm {Hom} _{\mathrm {(Pr{\ddot {a}}garben)} }({\mathcal {F}},\mathbf {i} {\mathcal {G}})}
Ebenso kann man verschiedene Kohomologietheorien entwickeln, etwa die Čech-Kohomologie.
Die Kategorie aller Garben auf einem Situs bildet einen Grothendieck-Topos.